# Jiayupasset
Jiayupasset  eller Jiayuguan (嘉峪关, pinyin Jiāyùguān) "Den härliga dalens pass", är en befästning i den västligaste delen av kinesiska muren som byggdes under Mingdynastin. Jiayuguan, som också är namnet på den direkt närbelägna staden Jiayuguan, ligger i norra delen av Gansu i Kina.
Efter att Zhu Yuanzhang 1368 grundat Mingdynastin började han bygga upp en försvarslinje längs norra gränsen bestående av ett antal befästningar. 1372 påbörjades uppförandet av Jiayupasset. Jiayupasset är strategiskt placerad mellan två bergskedjor i slutet av Hexikorridoren längs Sidenvägen. Så småningom byggdes murar mellan befästningarna vilket blev Mingdynastins kinesiska mur, och så som den till större delen ser ut idag.
Jiayupasset tillhörde militärt garnisonen Gansu av Mingdynastins nio garnisoner och markerade den nordvästra gränsen av Mingdynastins territorium. En port mot öster har inskriften "Porten till den ärorika civilisationen".
Legenden säger att den general som ansvarade för att bygga den 700 meter långa, och 6 meter höga mur som omsluter Jiayupasset var så noga med budgeten att han bara beställde exat så många tegelstenar som han presenterat för kejsaren. Hans rådgivare tyckte det var för få stenar, och bad honom beställa fler, så han ökade antalet med en tegelsten. Den ska ha blivit över, och placerades på en takfot och ligger kvar där än idag.
Jiayupasset blev 1987 tillsammans med Badaling och Shanhaiguan listat av Unesco som världsarv.

## Galleri

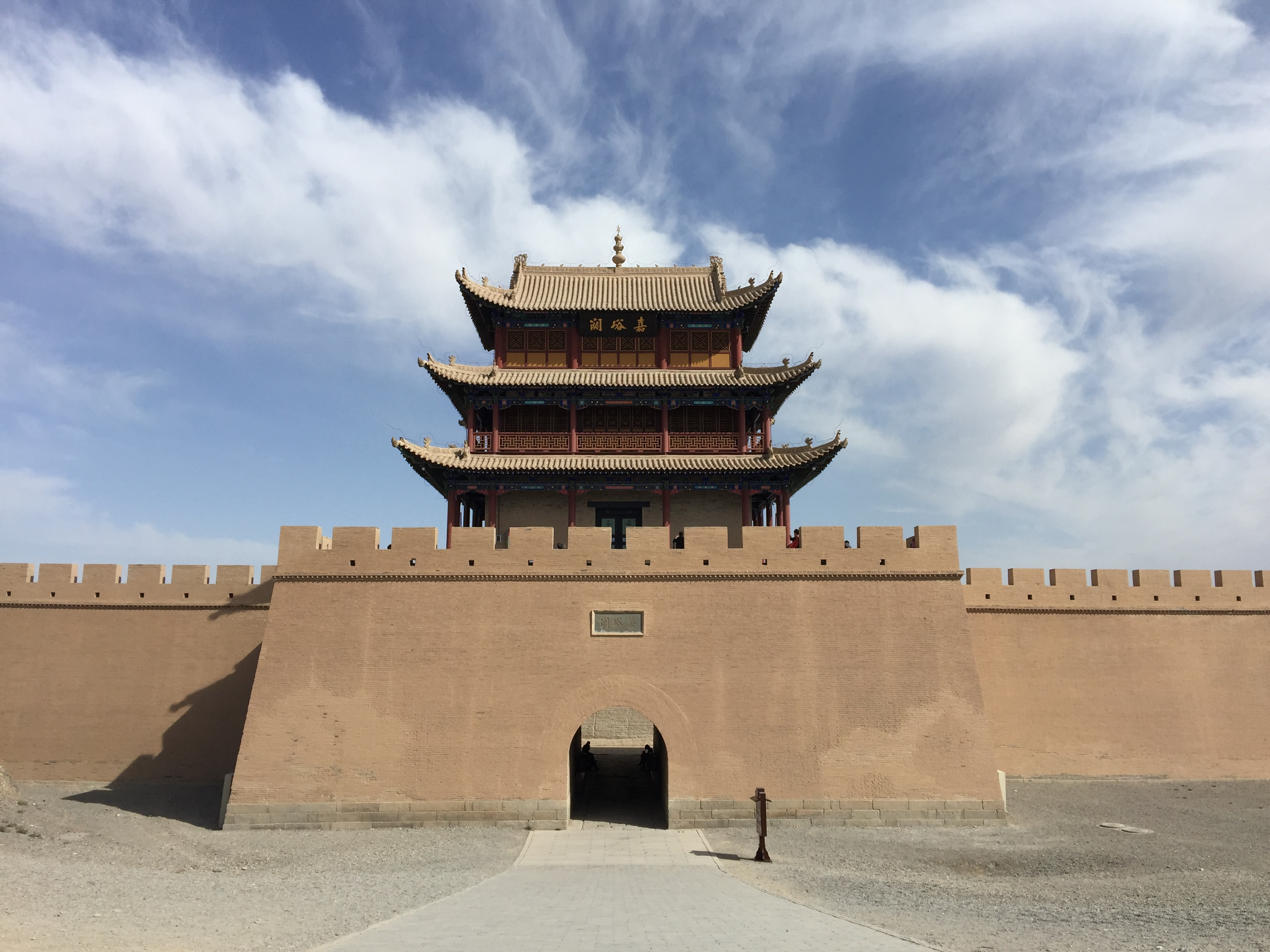
Jiayupasset
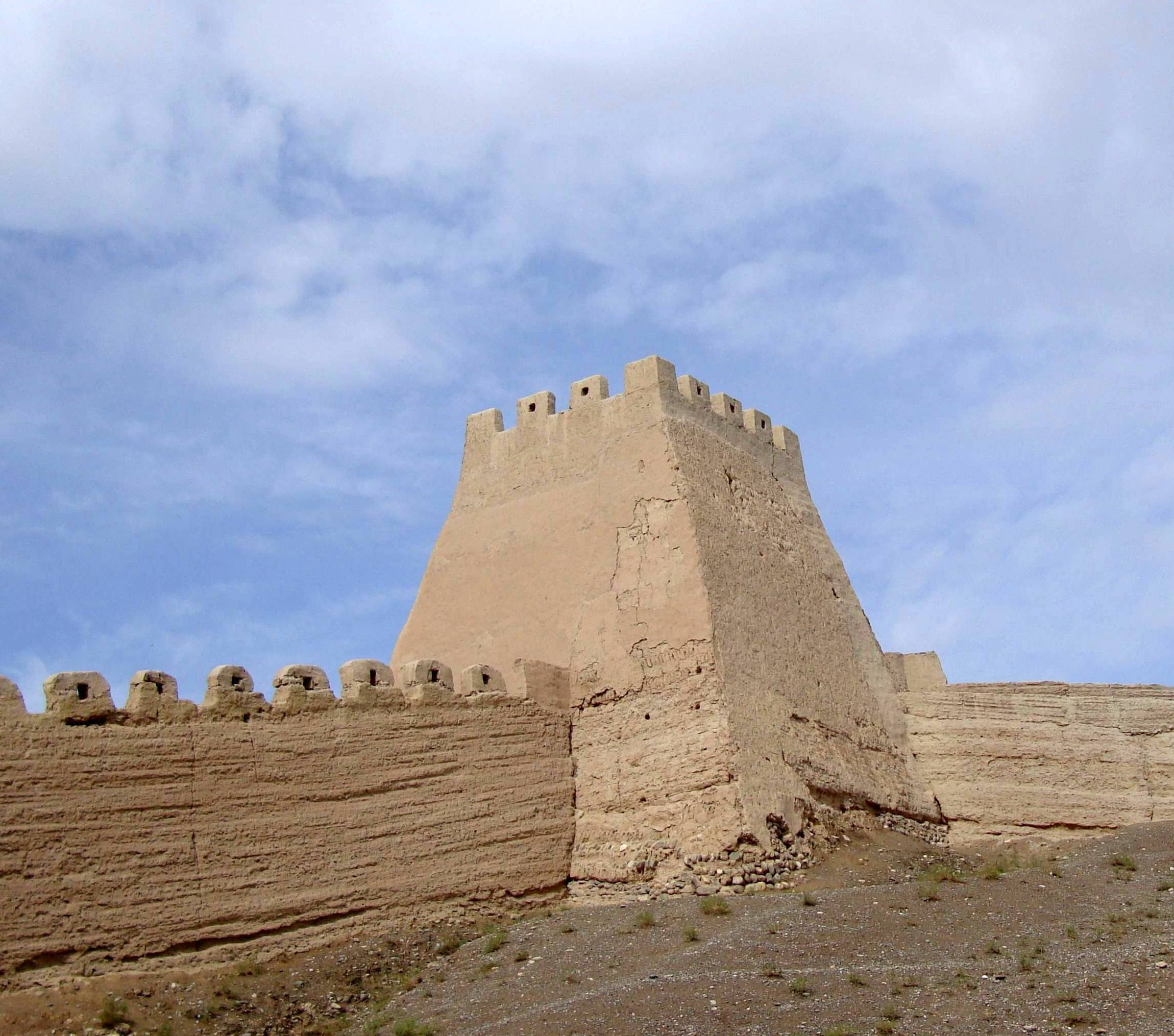
Hörntorn vid Jiayupasset
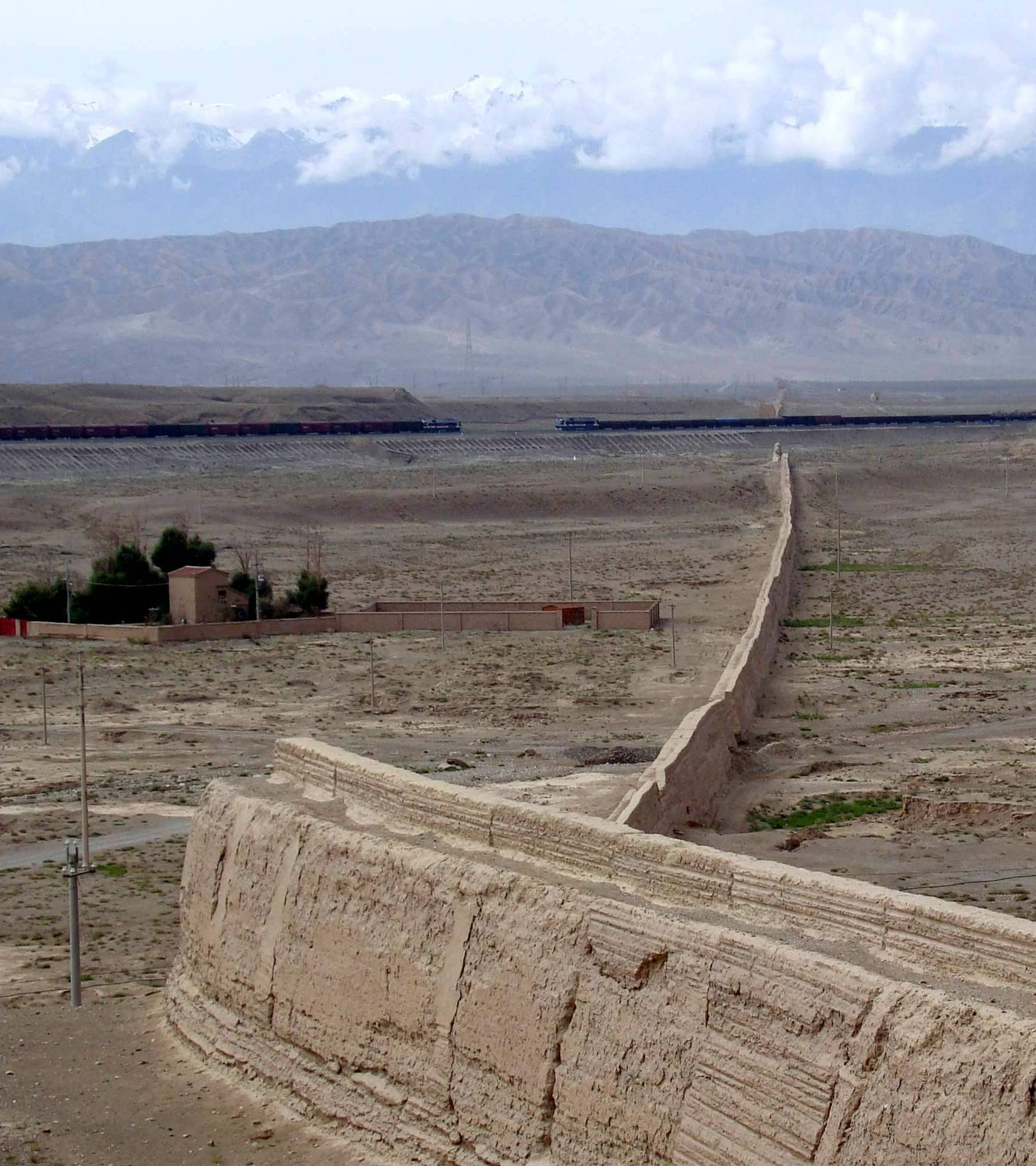
Kinesiska muren nära Jiayupasset
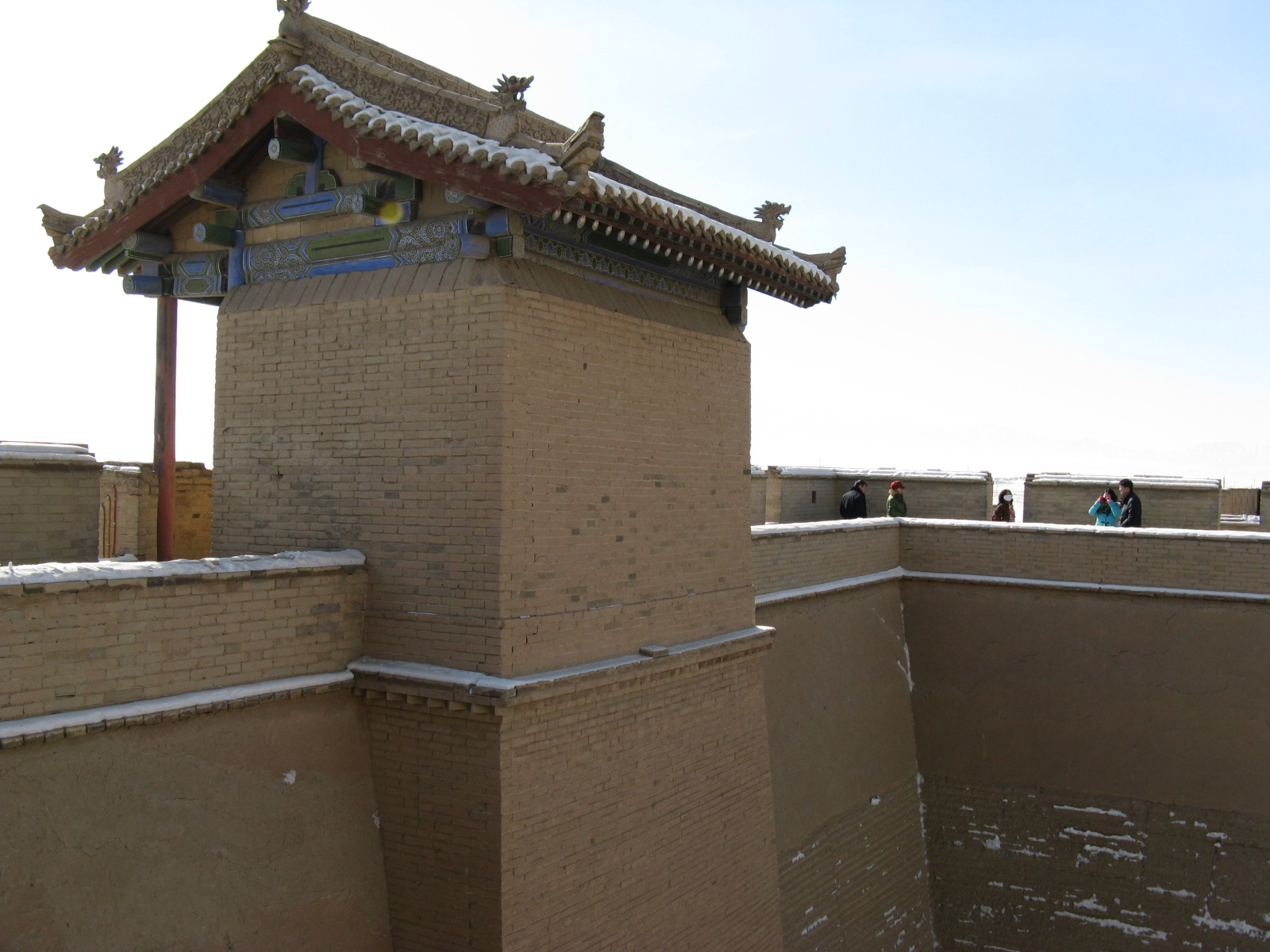
Lager av överbliven tegelsten vid Jiayupasset